# Note étrangère

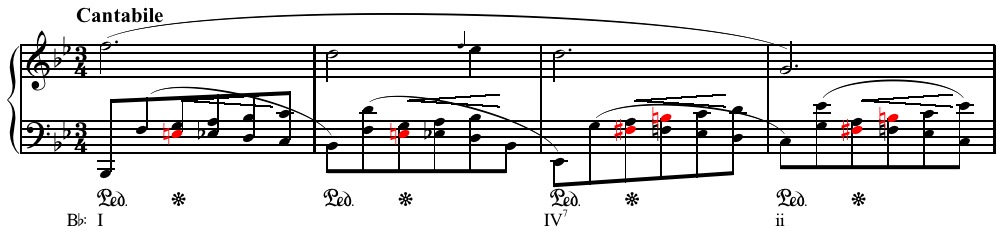
Note étrangère - Chopin

En harmonie tonale, une note étrangère ou note ornementale est une note qui ne fait pas partie d'un accord tout en étant reliée mélodiquement aux notes réelles d'un accord en musique .
Une note ornementale s'ajoute ou se substitue aux notes d'un quelconque accord classé (appelées notes réelles ou notes constitutives).
Le domaine des notes étrangères est traditionnellement appelé « harmonie dissonante artificielle » — ou plus simplement : « harmonie artificielle » —, par opposition à « l'harmonie naturelle » c'est-à-dire le domaine des accords classés. 
- Toute note étrangère modifie la couleur de l'accord primitif en amenant une tension — une dissonance le plus souvent — plus ou moins importante : elle doit donc être considérée comme une note attractive. Normalement, la note qui la précède fait fonction de préparation — note préparatoire — et la note qui lui succède amène la résolution — note résolutive.

- Selon que la note étrangère s'ajoute ou se substitue à l'une des notes réelles de l'accord, et dans cette seconde hypothèse, selon que cette substitution est passagère ou définitive, on peut avoir affaire à trois catégories bien distinctes.

## Substitution passagère
Une substitution passagère est une note étrangère qui remplace temporairement une note réelle de l'accord. Dans ce cas, la tension harmonique de l'accord ainsi modifié est fonction de la durée et de la situation de cette note étrangère. 

### Substitution passagère sur temps fort
Lorsqu'une substitution passagère se produit sur temps fort — ou sur partie forte de temps —, l'accord se charge généralement de fortes tensions harmoniques, c'est pourquoi une substitution passagère sur temps fort est le plus souvent chiffrée. Cette première sous-catégorie comprend les familles suivantes.
- Le retard.
- Les accords de onzième et treizième tonique.
- La plupart des appoggiatures.

### Substitution passagère sur temps faible
Lorsqu'une substitution passagère se produit sur temps faible — ou sur partie faible de temps —, les tensions harmoniques sur l'accord sont généralement moins importantes : étant ordinairement considérée comme une note purement mélodique, une substitution passagère sur temps faible ne se chiffre pas. Cette deuxième sous-catégorie comprend les familles suivantes.
- La broderie.
- La note de passage.
- L’anticipation.
- L’échappée.
- Certaines appoggiatures, appelées appoggiatures faibles.

## Substitution définitive
Une substitution définitive est une note étrangère qui remplace définitivement une note réelle de l'accord, pendant toute la durée de celui-ci. Il n'existe qu'une seule famille de substitution définitive.
- L'accord avec note altérée.

D'une manière générale, on entend par accord avec note altéré — ou, plus simplement, accord altéré —, un accord classé dont la hauteur de l'une au moins de ses notes réelles est modifiée par une altération. On peut en effet altérer accidentellement la fondamentale, la tierce ou la quinte d'un accord, la note réelle ainsi altérée se substituant définitivement à la note naturelle.
Une note réelle altérée doit être soigneusement distinguée d'une substitution passagère altérée. En effet, contrairement à cette dernière qui n'a qu'une valeur mélodique éphémère, « la note réelle altérée fait partie intégrante de l'accord ». Par conséquent, un accord passagèrement modifié par la présence d'une 
appoggiature, d'une broderie ou d'une note de passage, ne doit pas être considéré comme un accord altéré.
Lorsqu'elle se produit sur temps fort — ou sur partie forte de temps —, l'altération ne doit être analysée comme la note réelle d'un accord altéré que si l'accord auquel elle appartient est différent de celui qui succède. Dans l'autre cas, il faut la considérer comme une appoggiature altérée.
Lorsqu'elle se produit sur temps faible — ou sur partie faible de temps —, l'altération ne doit être analysée comme la note réelle d'un accord altéré que si l'accord auquel elle appartient est différent de celui qui précède. Dans l'autre cas, il faut la considérer comme une note de passage chromatique, ou comme une broderie altérée — selon que la note en question est amenée ou non par mouvement chromatique.

## Ajout
Un ajout est une note étrangère qui s'additionne aux notes réelles de l'accord, pendant toute la durée de celui-ci. Les notes étrangères ajoutées sont généralement caractérisées par une très forte tension harmonique. Ces notes se répartissent en deux familles.
- La pédale.
- L'accord avec note ajoutée.